# 小行星6894
小行星6894（英語：6894 Macreid）是一颗围绕太阳公转的小行星。1986年9月5日，埃莉諾·赫琳在帕洛马山发现了此天体。
这颗小行星的绝对星等为106.50007等。